# Saint-Sauveur-sur-Tinée
Saint-Sauveur-sur-Tinée (in italiano, San Salvatore, ormai desueto) è un comune francese di 301 abitanti situato nel dipartimento delle Alpi Marittime della regione della Provenza-Alpi-Costa Azzurra. Gli abitanti sono chiamati Blavets o Sansavornins.

## Geografia fisica
Il territorio del comune di Saint-Sauveur-sur-Tinée si trova a 64 km da Nizza.

## Origini del nome
Chiamato Saint-Sauveur dal 1861, per decreto del 17 maggio 1957, Journal officiel (Gazzetta ufficiale della Repubblica francese) del 22 maggio 1957, con effetto dal 23 maggio 1957, il comune prende la denominazione attuale.

## Storia
Il territorio ha fatto da sempre parte della Liguria sotto l'Impero Romano, nel Regno longobardo e nel Regnum Italiae formatosi con Carlo Magno.
Il comune di San Salvatore fin dal 1388 ha seguito con la contea di Nizza le vicende storiche prima della contea di Savoia e del Ducato di Savoia, e poi dopo il Congresso di Vienna, dal 1815 al 1860, le sorti del Regno di Sardegna-Piemonte, per essere poi annesso nel 1861 alla Francia.

## Società

### Evoluzione demografica
Abitanti censiti